# Glorifying the American Girl

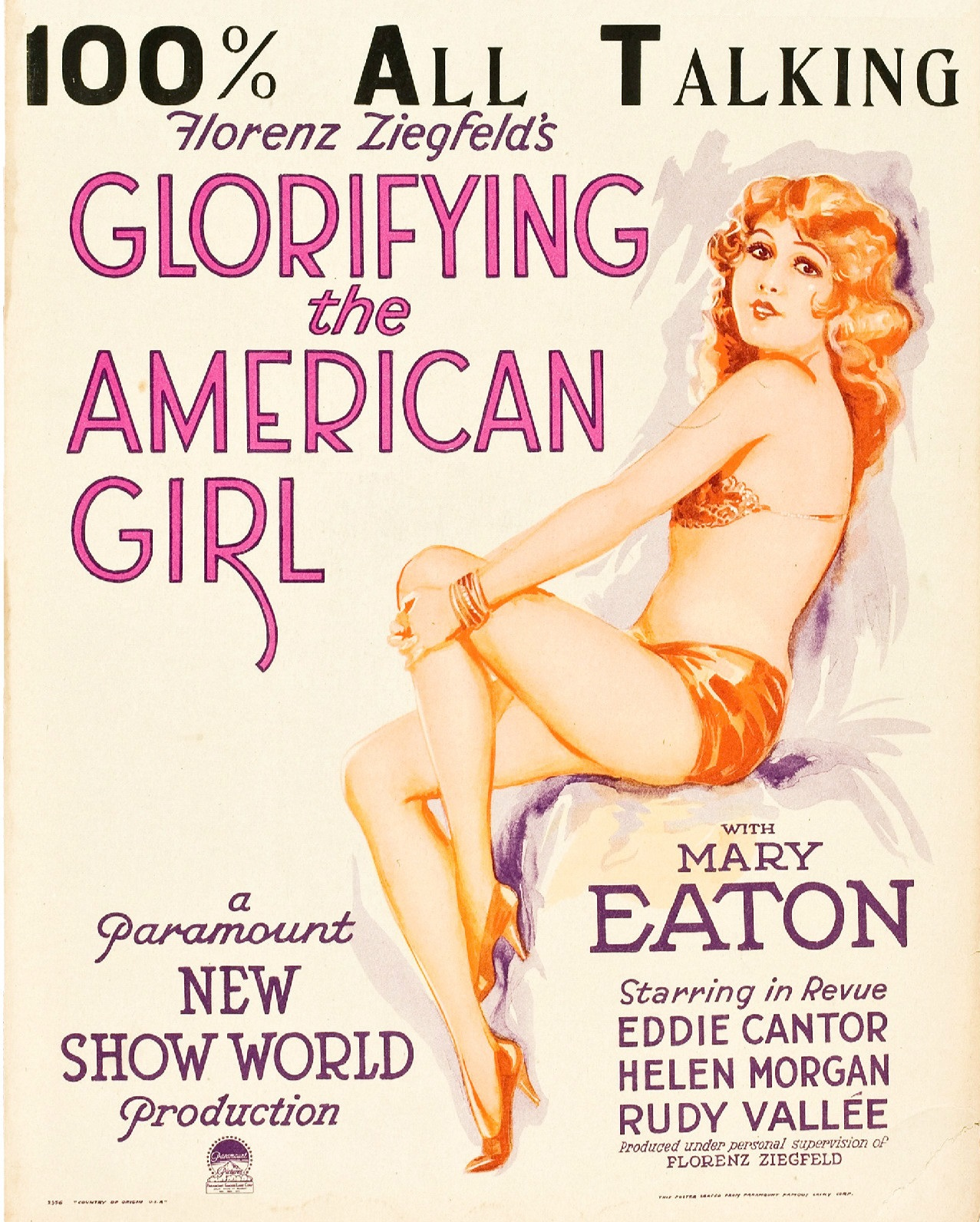
Affiche du film.

Glorifying the American Girl est un film américain pre-Code réalisé par John W. Harkrider et Millard Webb, produit par Florenz Ziegfeld et sorti en 1929. Le dernier tiers du film a été tourné en technicolor. C'est un hommage aux Ziegfeld Follies, avec la première apparition de Johnny Weissmuller à l'écran.

## Synopsis
Une jeune femme travaillant dans le rayon des partitions d'un magasin de musique finit par trouver le succès sur la scène de Broadway.

## Fiche technique
- Réalisation : John W. Harkrider et Millard Webb
- Scénario : Millard Webb, d'après une histoire de J.P. McEvoy
- Production :  Florenz Ziegfeld
- Photographie : George J. Folsey
- Musique : Irving Berlin, Walter Donaldson, Rudolf Friml, James E. Hanley
- Durée : 87 minutes (version censurée) / 96 minutes (après restauration)[2]
- Date de sortie : 7 décembre 1929

## Distribution

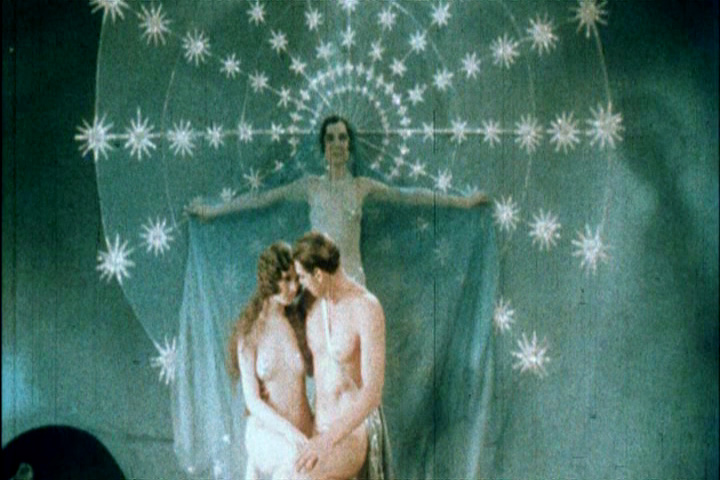
Johnny Weissmuller avec une actrice non identifiée

- Mary Eaton : Gloria Hughes
- Dan Healy : Danny Miller
- Kaye Renard : Mooney
- Edward Crandall : Buddy Moore
- Gloria Shea : Barbara
- Sarah Edwards : Mrs. Hughes
- Lou Hearn : un client

Apparitions
- Noah Beery
- Irving Berlin
- Norman Brokenshire
- Billie Burke
- Eddie Cantor
- Desha Delteil
- Charles B. Dillingham
- Texas Guinan
- Otto Kahn
- Nancy Kelly
- Ring Lardner
- Bull Montana
- Helen Morgan
- Tony Sansone
- Louis Sorin
- Rudy Vallee
- Jimmy Walker
- Johnny Weissmuller : Adonis
- Joseph Urban
- Florenz Ziegfeld Jr.
- Adolph Zukor

## Réception
Le film n'a pas rencontré le succès lors de sa sortie,. Depuis qu'il est dans le domaine public, il a été diffusé à plusieurs reprises à la télévision américaine dans sa version noir et blanc. Il a été restauré en 1987 par l'UCLA Film & Television archive,.